# ミティラー画
ミティラー画（英語：Mithila Painting）またはマドゥバニ画（英語：Madhubani painting）とは、ビハール州ミティラー、マドゥバニー県とネパールのジャナクプル地方に伝わるインド画の1様式のこと。

## 起源

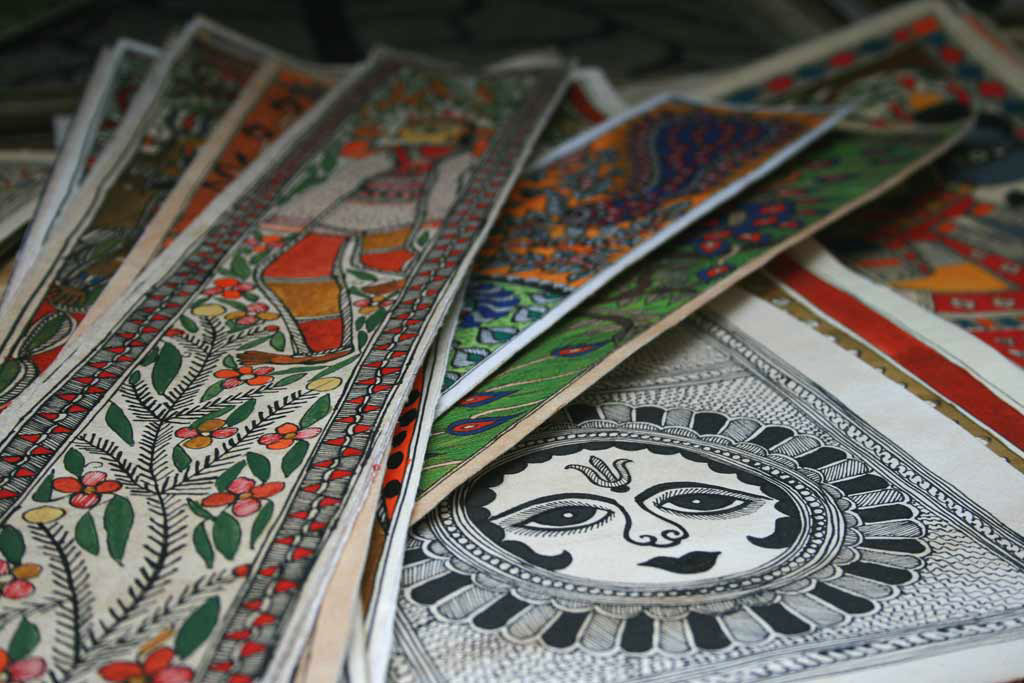
伝統的なミティラー画

ミティラー画の起源は古代にまで遡る。伝説によるとこの画風は『ラーマーヤナ』の時代に、娘シーターがラーマと結婚する際、父親のジャナカ王が画家たちに書かせたのが始まりだとされている。
ミティラー画は伝統的に現在のマドゥバニ（Madhubani。文字通りに訳せば「蜂蜜の森」という意味）近辺の村の女性たちによって描かれていた。伝統的には、漆喰を塗ったばかりの小屋の泥壁の上に描かれていたが、
1967年にビハール州を襲った干魃の救済事業として、時の首相インディラ・ガンディーがミティラー画を紙に描いて売ることを奨励した。以来、ミティラー画は布や手すき紙、カンバスに描かれ、アート作品として商品化されている。
ミティラー画が限られた狭い地域で、その技術を何世紀にもわたって受け継いでいた頃には、内容もスタイルもずっと同じままだった。二次元的画像を使い、色は植物から作った顔料が主で、他に黄土とすすがそれぞれ赤褐色と黒に使われた。
ミティラー画は主に自然やヒンドゥー教のモチーフを描く。テーマは一般的にクリシュナ、ラーマ、シヴァ、ドゥルガー、ラクシュミー、サラスヴァティーといったヒンドゥー教の神々および神のような人を中心に展開された。自然のオブジェでは太陽や月、それに聖なる植物「トゥラシー」（カミメボウキのこと）が、王宮や結婚式のような上流社会の催事と一緒に広く描かれた。通常、隙間は花や動物、鳥、幾何学的な図形で満たし、空白は作らなかった。kohabar gharの壁（新婚夫婦が初夜にそれぞれ見るところ）に描かれたオブジェは性的な快楽と出産のシンボルであった。
伝統的にその技術は、ミティラー地方の家々で、主に女性によって、世代から世代に受け継がれた。普通は祭や宗教的行事、誕生・聖紐式（Upanayanam）・結婚といった人生の節目にミティラー画は描かれた。
1930年代にミティラー画に感銘を受けたイギリスの行政官によってヨーロッパに知られるようになり、
ピカソにも影響を与えた。新潟県十日町市にミティラー画を蒐集展示しているミティラー美術館がある。